# Donja Suvaja (Bosanska Krupa)
Donja Suvaja (szerbül: Доња Суваја) falu Bosznia-Hercegovinában, a Bosznia-hercegovinai Föderáció Una-Szanai kantonjában, Bosanska Krupa községben.

## Fekvése
Bosznia-Hercegovina északnyugati részén, Bihácstól légvonalban 22, közúton 33 km-re keletre, Bosanska Krupa központjától légvonalban 8, közúton 10 km-re délre fekvő dombos, erdős területen, a Suvajčina-patak partján fekszik.

## Népessége
| Nemzetiségi csoport | Népesség 1991 | Népesség 2013 |
| ------------------- | ------------- | ------------- |
| Szerb               | 352           | 52            |
| Bosnyák             | 1             | 0             |
| Horvát              | 0             | 1             |
| Jugoszláv           | 11            | 2             |
| Egyéb               | 12            | 1             |
| Összesen            | 376           | 56            |

## Története
A határában található régészeti leletek alapján területén már a történelem előtti időben éltek emberek. A Grmeč-hegység egyik magaslatának platóján, a Gradina lelőhelyen egy a késő bronzkorban és a vaskorban létezett erődítmény állt. Egy másik hasonló korú erődítmény állt a Suvajai-síkság feletti alacsony magaslaton is.
A Vidakovo brdo nevű magaslaton újkőkori, vagy bronzkori település maradványai találhatók.
A település középkori meglétéről a Crkvina lelőhely kelet-nyugati tájolású késő középkori templomromja tanúskodik.
A falu nevét a Suvajčina-patakról kapta, amely általában nyáron kiszárad. Régen csak egy Suvaja volt, a mai két Suvaját a török uralom idején a szpáhi birtokok felosztása hozta létre. Az 1787–1792-es Habsburg–orosz–török háborúban megsemmisült, mely után csak az 1820-as években kezdett újra betelepülni. A település 1878-ig tartozott az Oszmán Birodalomhoz, ekkor a berlini kongresszus határozata alapján az Osztrák-Magyar Monarchia része lett. A monarchia szétesésével 1918-ban előbb a Szerb-Horvát-Szlovén Királyság, majd 1929-től a Jugoszláv Királyság volt. Az 1929-es törvény értelmében, amikor Bosznia-Hercegovinát négy banovinára, Drinskára, Vrbaskára, Zetskára és Primorskára osztották, a település a Vrbaska banovina része lett, amelynek székhelye Banja Luka volt. Jugoszlávia megszállása után a Független Horvát Állam (NDH) része lett. A második világháború után a szocialista Jugoszláviához tartozott. A daytoni békeszerződést követő területfelosztásnál Bosanska Krupa község részeként a Bosznia-Hercegovinai Föderáció területéhez került.

## Nevezetességei
- Késő bronzkori-vaskori erődítmény maradványai a Gradina nevű lelőhelyen. Az erőd a maradványok alapján 150 méter hosszúságú és 80 méter szélességű volt.[4]

- Késő bronzkori-vaskori erődítmény maradványai a Gradina (Čardačina) nevű lelőhelyen. Ez az erődítmény szabálytalan alaprajzú, mintegy 140 méter átmérőjű volt, keleti oldalán félköríves sánccal, a többi oldalán pedig mély árokkal.[4]

- Újkőkori, vagy bronzkori település maradványai a Vidakovo brdo nevű magaslaton. Ennek a dombnak az aljában 1960-ban egy átfúrt kőszekercét, valamint számos őskori kerámiatöredéket találtak.[4]

- Késő középkori keresztény templom maradványai.[4]